# Marineterrein (Amsterdam)

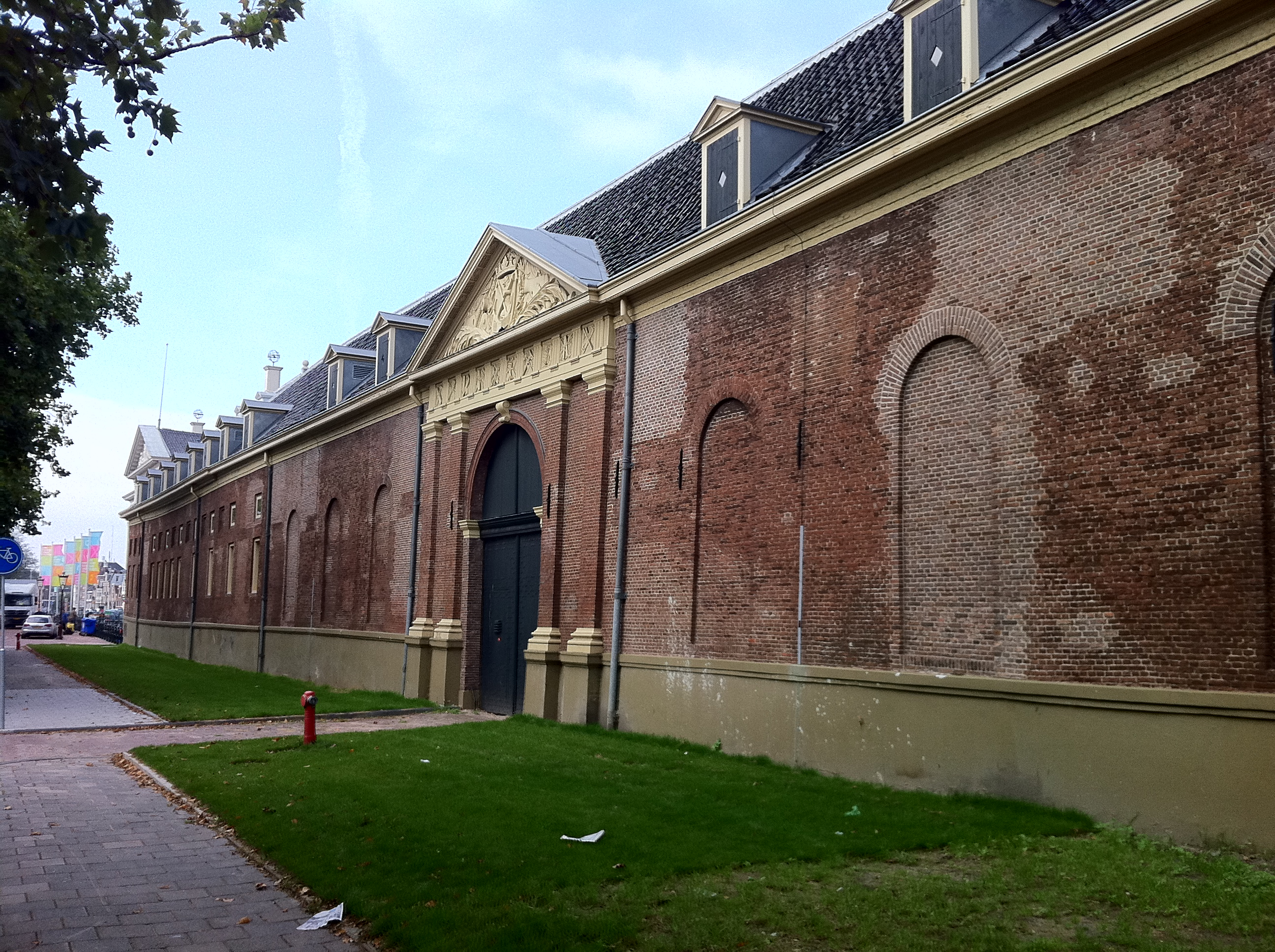
De 17e-eeuwse toegangspoort tot het marineterrein aan de Kattenburgerstraat 7; 2011.

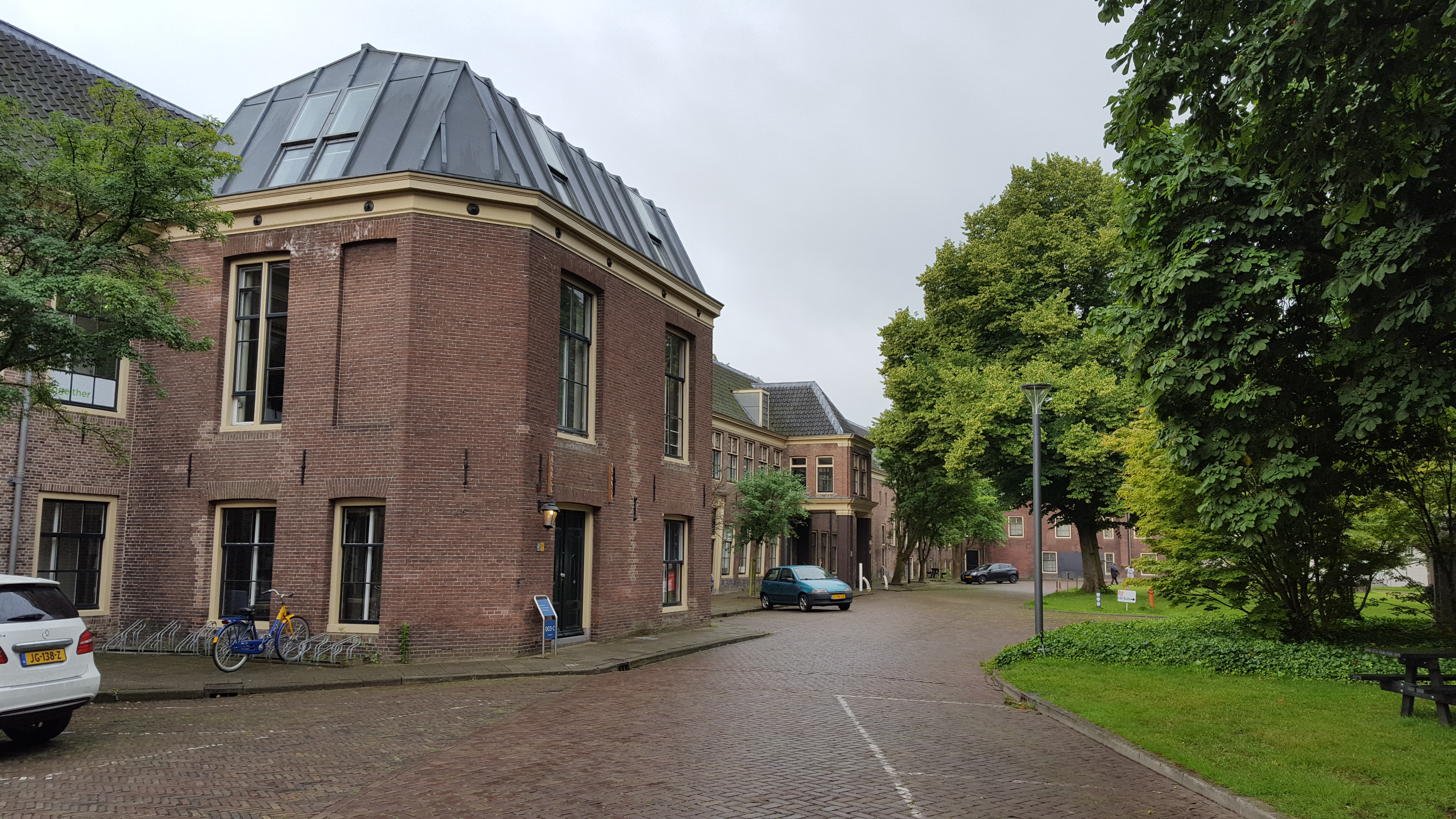
De 'binnenzijde' van het gebouw langs de Kattenburgerstraat, met rechts het 'Marinepark' met hoge bomen; 2016.

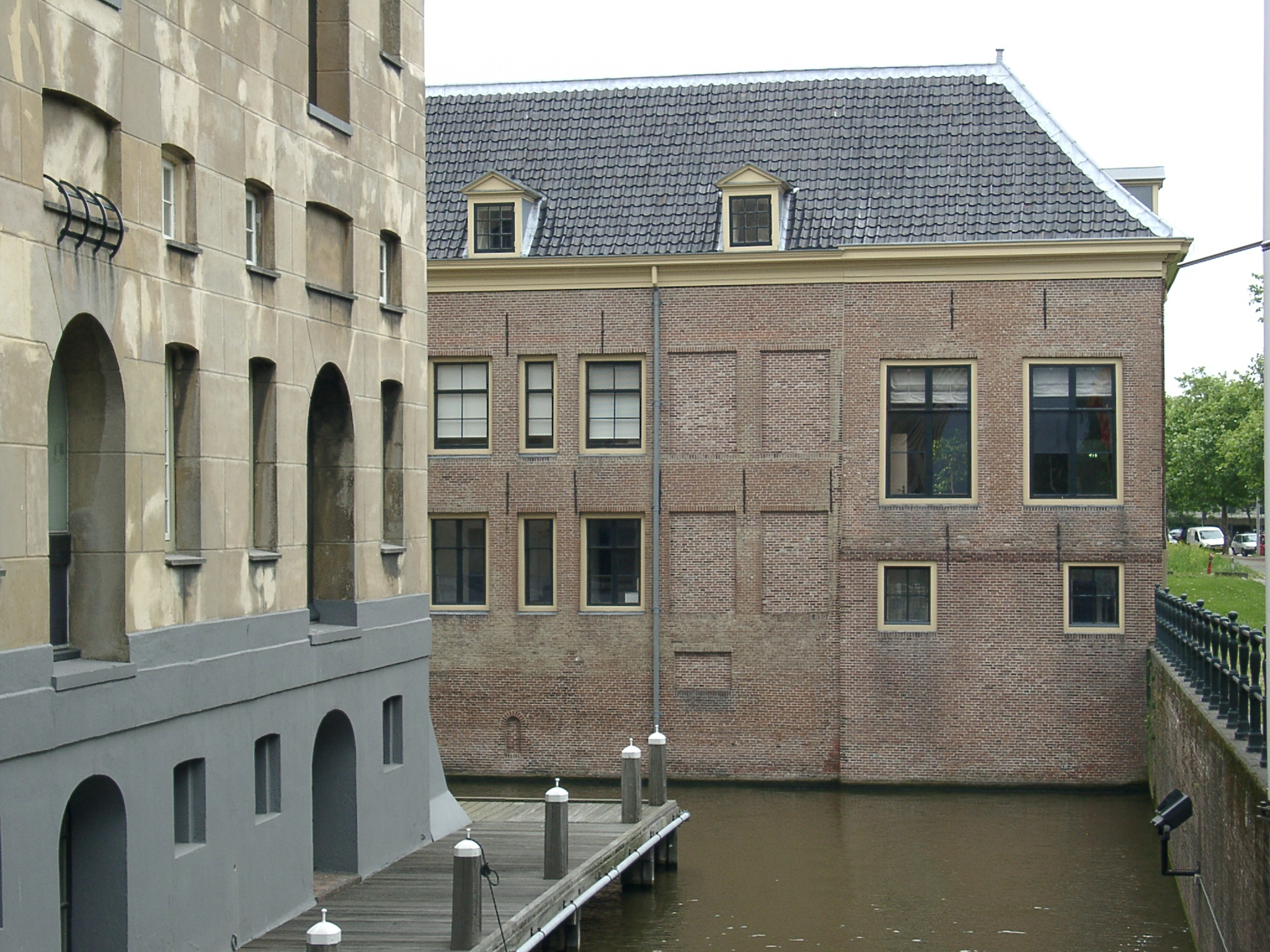
De hoek van het Marineterrein naast het Scheepvaartmuseum, waar vroeger de woning van de commandant was. Vincent van Gogh woonde hier een jaar tijdens zijn verblijf in Amsterdam in 1877-'78, voor het begin van zijn schildercarrière.

Het Marineterrein ligt op het stadseiland Kattenburg aan de oostkant van het centrum van Amsterdam. Het terrein was vanaf 1655 in gebruik bij de Admiraliteit van Amsterdam en haar opvolger, de Koninklijke Marine. Het staat sinds 1915 bekend onder de naam Marine Etablissement Amsterdam. Het terrein wordt begrensd door het Oosterdok aan de westkant, de Kattenburgerstraat aan de zuidoostkant en de Dijksgracht aan de noordkant.

## Geschiedenis
De werven van de Admiraliteit lagen aanvankelijk op Uilenburg, maar werden rond 1620 verplaatst naar Rapenburg en vervolgens rond 1655 naar de Oostelijke Eilanden. Hier op Kattenburg verrezen daartoe een groot magazijn (het huidige Scheepvaartmuseum) en een langgerekt werfgebouw. Het water werd geleidelijk aan ingericht tot dok en deels gedempt. Vanaf 1962 werd het westelijke deel van het complex gesloopt voor de bouw van de IJtunnel. Een deel van het dok werd gedempt en er verschenen nieuwe panden ter vervanging van de oude bebouwing. Van de oorspronkelijke gebouwen zijn er nog twee over.
Het 17e-eeuwse poortgebouw aan de Kattenburgerstraat 7, ontworpen door Daniël Stalpaert, is nu een rijksmonument.

## Herontwikkeling terrein
Als gevolg van bezuinigingen besloot het Nederlandse ministerie van Defensie in 2011 het Marine Etablissement Amsterdam te verlaten en te verkopen. Defensie en de gemeente Amsterdam gingen samen onderzoeken hoe het complex in de toekomst voor beide partijen op de beste manier kan worden gebruikt. In mei 2013 werd bekendgemaakt dat de Marine het complex stap voor stap gaat verlaten en dat het een openbare functie voor de stad gaat krijgen. In 2013 hebben het Rijk en de gemeente Amsterdam gezamenlijke uitgangspunten voor de ontwikkeling van het terrein vastgelegd in de strategienota Marineterrein. De bijbehorende bestuursovereenkomst is in december 2013 ondertekend. In januari 2015 is een deel van het terrein – de Voorwerf – overgedragen aan het Rijksvastgoedbedrijf en is de geleidelijke ontwikkeling van Marineterrein Amsterdam gestart.

## Start geleidelijke openbaarmaking
Vanaf 5 januari 2015 begon de verhuizing van de voormalige bewoners in het eerste deel: het zuidelijke gedeelte. Deze zogenoemde Voorwerf ligt direct naast Het Scheepvaartmuseum, met het Poortgebouw aan de Kattenburgerstraat (nummer 7). Op 1 april 2015 ging de Voorwerf officieel open. In jaren daarna trekt Defensie zich tot 2018 stapsgewijs grotendeels terug van het terrein. Naar verwachting blijft alleen de landelijke Dienst Personeelslogistiek Defensie (Werving en selectie) achter.

## Organisaties op het terrein
Er huizen inmiddels zo'n 50 organisaties op het publieke deel van het terrein. Het overgrote deel van deze organisaties houdt zich bezig met innovatie en het oplossen van (stedelijke) vraagstukken. Een internationale community houdt zich op het Marineterrein bezig met de uitdagingen van de stad van de toekomst, al dan niet in onderlinge samenwerking. Ook zijn er een aantal onderwijsinstellingen, met name gericht op het aanleren van de vaardigheden van de toekomst. Denk hierbij aan coderen, growth hacking en programmeren.

## Tweede fase publieke openstelling
In januari 2016 werd een tweede gedeelte voor het publiek opengesteld, inclusief de 'blauwe poort'. Langs het water van het Oosterdok is nu een wandel- en fietsroute naar de Dijksgracht. In januari 2016 is er een fiets- en loopbrug (de 'Commandantsbrug') geopend over de Dijksgracht, ten oosten van horecagelegenheid Hanneke's Boom. Een fietsroute over het terrein geeft de Oostelijke Eilanden een extra verbinding met het Centraal Station.

## Derde fase publieke openstelling
Op 2 juli 2018 zou Defensie de resterende gebouwen overdragen aan het Rijksvastgoedbedrijf. Vanaf dat moment zouden deze gebouwen tijdelijk gebruikt gaan worden voor niet-militaire functies. Het hek, dat nu nog het publieke en militaire deel van elkaar scheidt, zou in de loop van de opvolgende maanden verdwijnen.
Uiteindelijk is Defensie niet op de afgesproken datum vertrokken. Kort voor de deadline kwam de wens om toch een deel van het terrein te blijven gebruiken vanwege strategische heroverwegingen. Men wil toch een steunpunt in het Centrum van Amsterdam behouden. Overleg tussen Amsterdam en Defensie moet uitwijzen hoe de ontwikkelingen verder zullen gaan.

## Plan voor nieuwe invulling
Er is in 2016 en 2017 onderzoek gedaan naar de kwaliteit van het gebied, de toekomstige bestemming en hoe het op een flexibele manier ontwikkeld kan worden. Hieruit is de principenota Marineterrein voortgekomen. Op 18 juli 2017 heeft het College van B&W hierover een principebesluit genomen. De gemeenteraad heeft op 31 oktober 2017 een motie van GroenLinks aangenomen over dit principebesluit.
In de principenota staat dat het Marineterrein wordt ontwikkeld tot een toekomstbestendig stadskwartier waar open innovatie mogelijk is, met toegankelijke en flexibele werk- en ontmoetingsruimtes, bijzondere woonvormen, ruimte voor sport en recreatie, en groen. Na 2021 wordt er gestart met nieuwbouw. Een aantal gebouwen die nu op het terrein staan, zullen behouden blijven.
Volgens de plannen van 2017 wordt de helft van het Marineterrein openbaar recreatiegebied. 50 procent van het oppervlak, ongeveer de strook langs het water en rondom de binnenhaven van het Marineterrein, wordt publieke ruimte, met veel groen en mogelijkheden tot bewegen. Nieuwe fietsbruggen gaan een verbinding met de binnenstad vormen. De Voorwerf met grasvelden en oude bomen krijgt een parkbestemming.
De oostelijke helft is bestemd voor bebouwing. In de oude gebouwen komen vanaf 2018 eerst (tijdelijk) kennisinstellingen, creatievelingen, start-ups en andere technologiebedrijven, in afwachting van de definitieve herinrichting. Volgens de plannen van 2017 wordt in de toekomst circa de helft kantoorruimte, bestemd voor bedrijven van de nieuwe economie die hun onderzoeks- en ontwikkelingsafdelingen in de stad willen vestigen. Naar onderwijsinstellingen gaat 20 procent en nog eens 20 procent wordt woningbouw. De overige 10 procent krijgt een maatschappelijke functie. De gemeente Amsterdam is beoogd koper van het Marineterrein.
Volgens het Plan van Uitgangspunten in 2021 wordt de maximum-bouwhoogte 40 meter, de meeste gebouwen worden tot circa 25 meter hoog. Het terrein gaat plek bieden voor wonen, werken en 'kennis'. Er komen 800 à 900 nieuwe woningen. Dit is minder dan de oorspronkelijk geplande 1400 woningen. De bouw gaat vanaf 2026 van start. Nog onduidelijk is of er een brugverbinding over het Oosterdok naar het NEMO Science Museum komt. Defensie behoudt uiteindelijk 10 procent van het gebied.

## Gemeentelijke monumenten

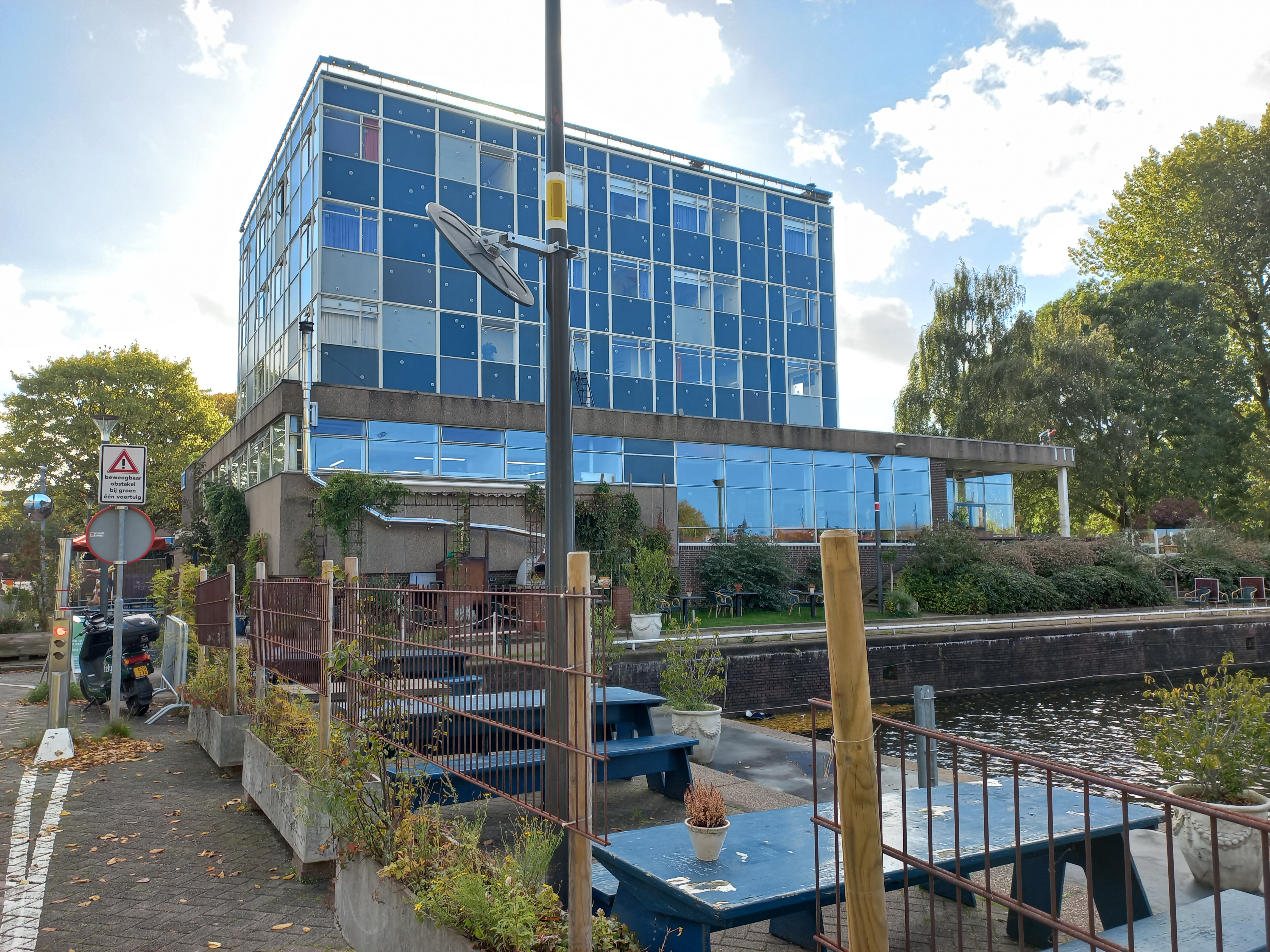
Pension Homeland, voormalig officiersgebouw.

In juli 2025 zijn vier gebouwen op het Marineterrein op de gemeentelijke monumentenlijst geplaatst. Het betreft de voormalige scheepstimmerwerkplaats en drie gebouwen uit de jaren zestig van de 20e eeuw die gebruikt werden als officiersgebouw, commandementsgebouw en commandantswoning. Onder deze woning ligt een bunker die tijdens de Koude Oorlog bedoeld was om tijden van nood te dienen als verbindingsbunker voor de commandant voor communicatie met de buitenwereld.
De aanwijzing is gebeurd op aanvraag van de erfgoedvereniging Heemschut. Er is ook een aanvraag voor een atoombunker op het terrein, maar over de aanwijzing hiervan wordt later beslist.
De betreffende bouwwerken zijn gebouwd na de sloop van oude bebouwing t.b.v. de aanleg van de IJtunnel in de jaren zestig.

## Galerij

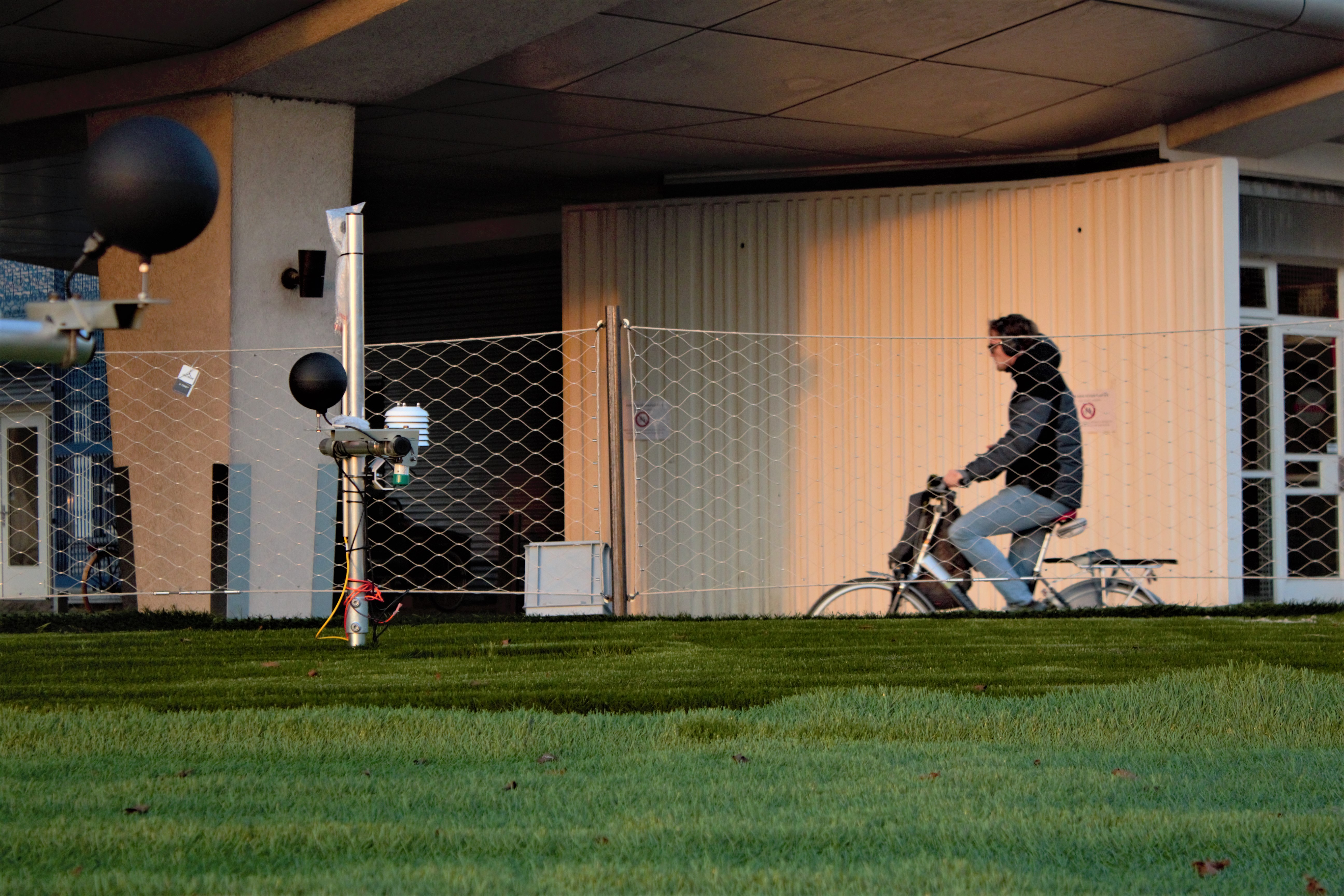
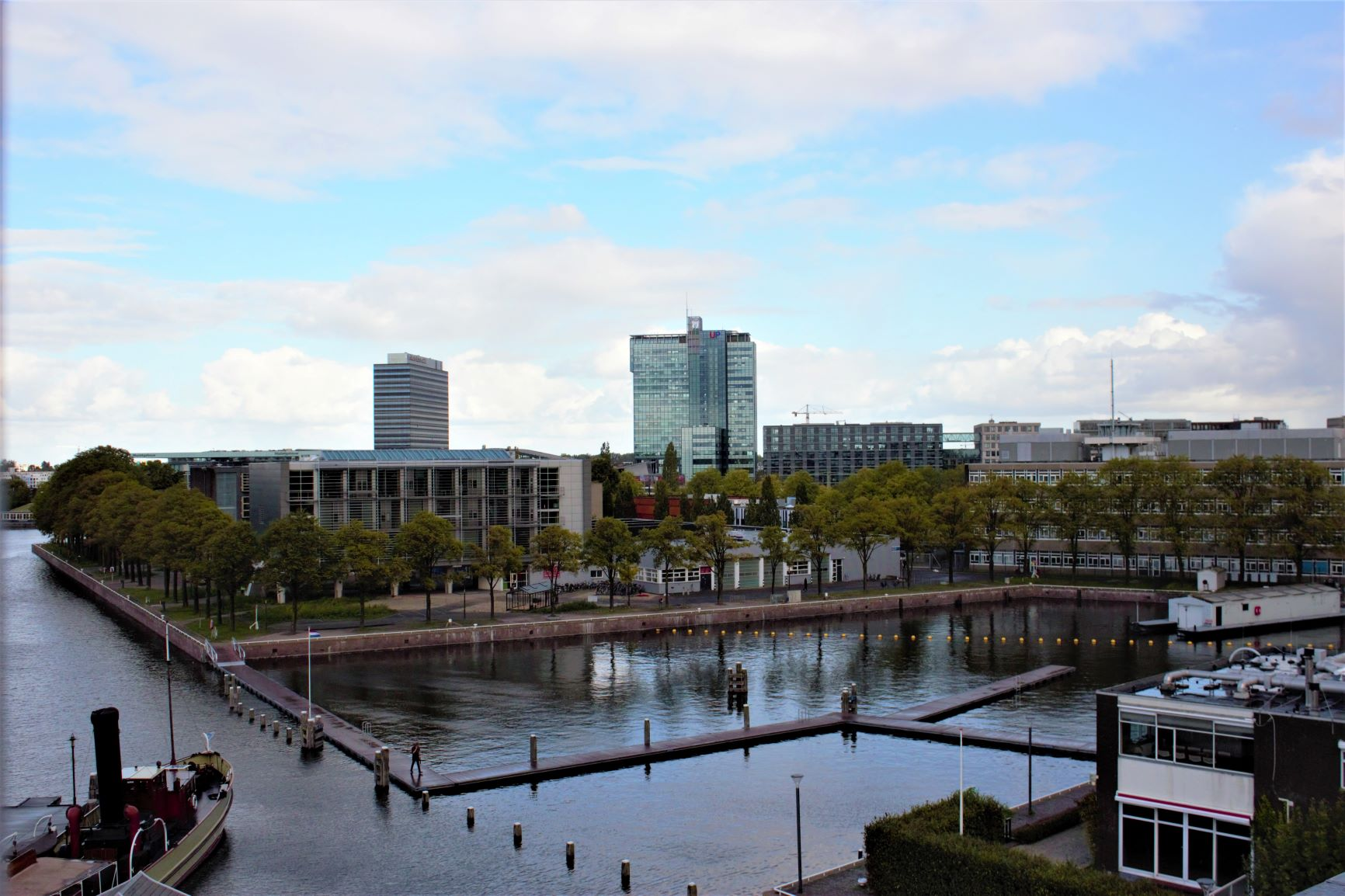
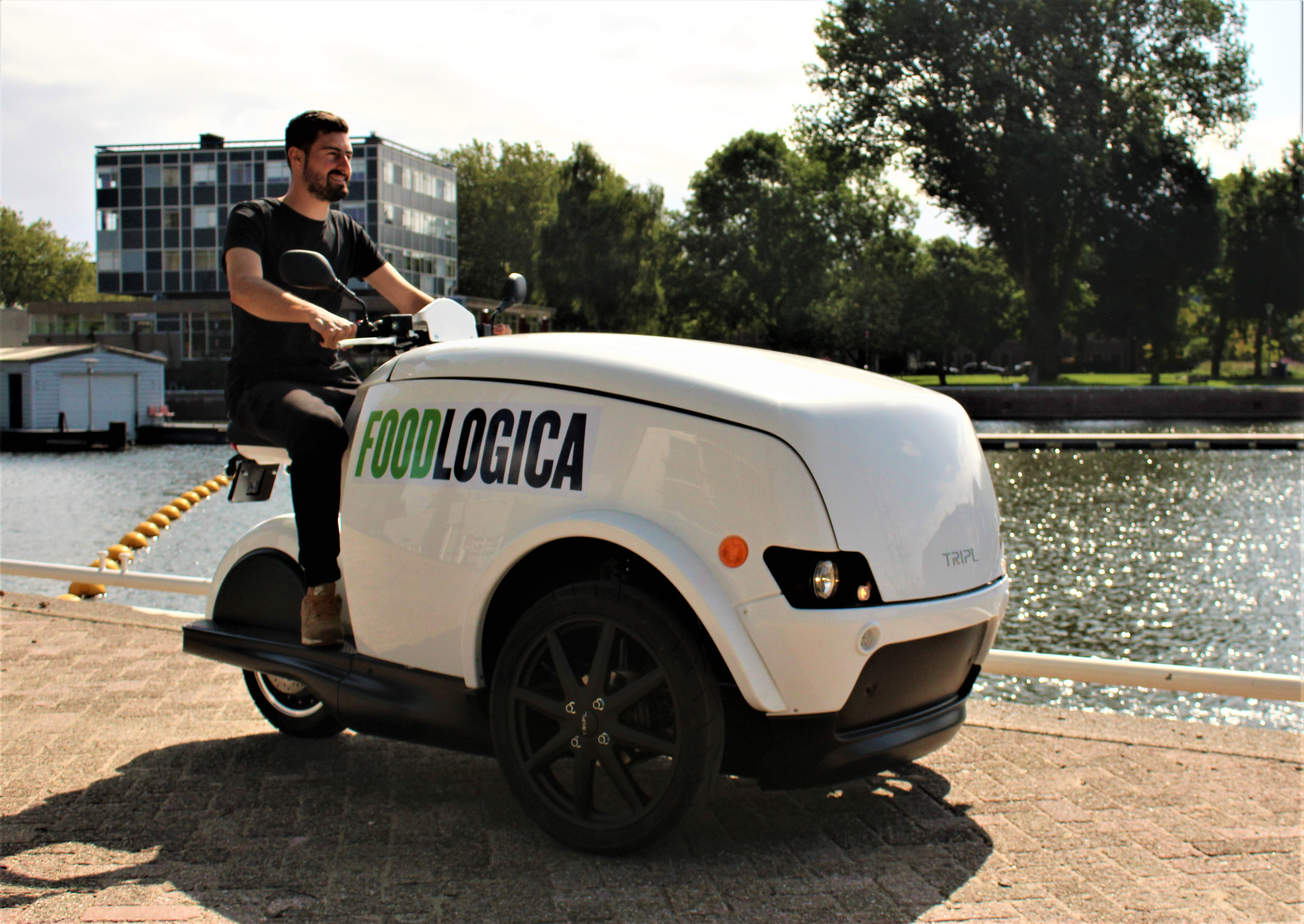
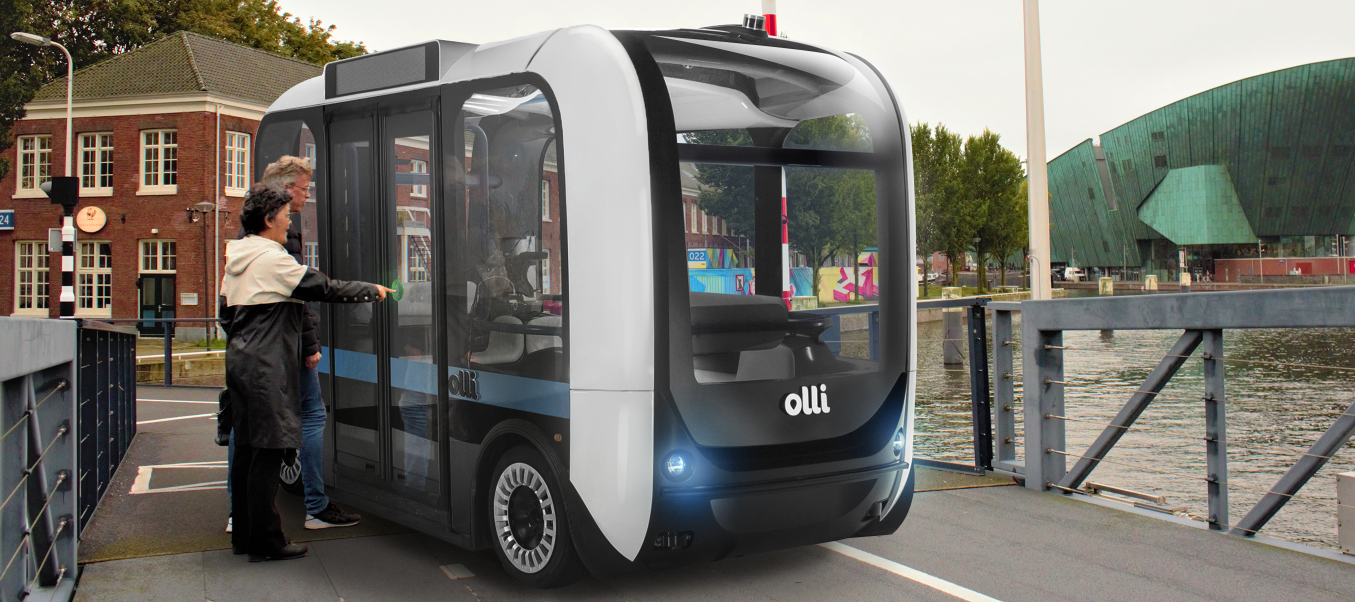
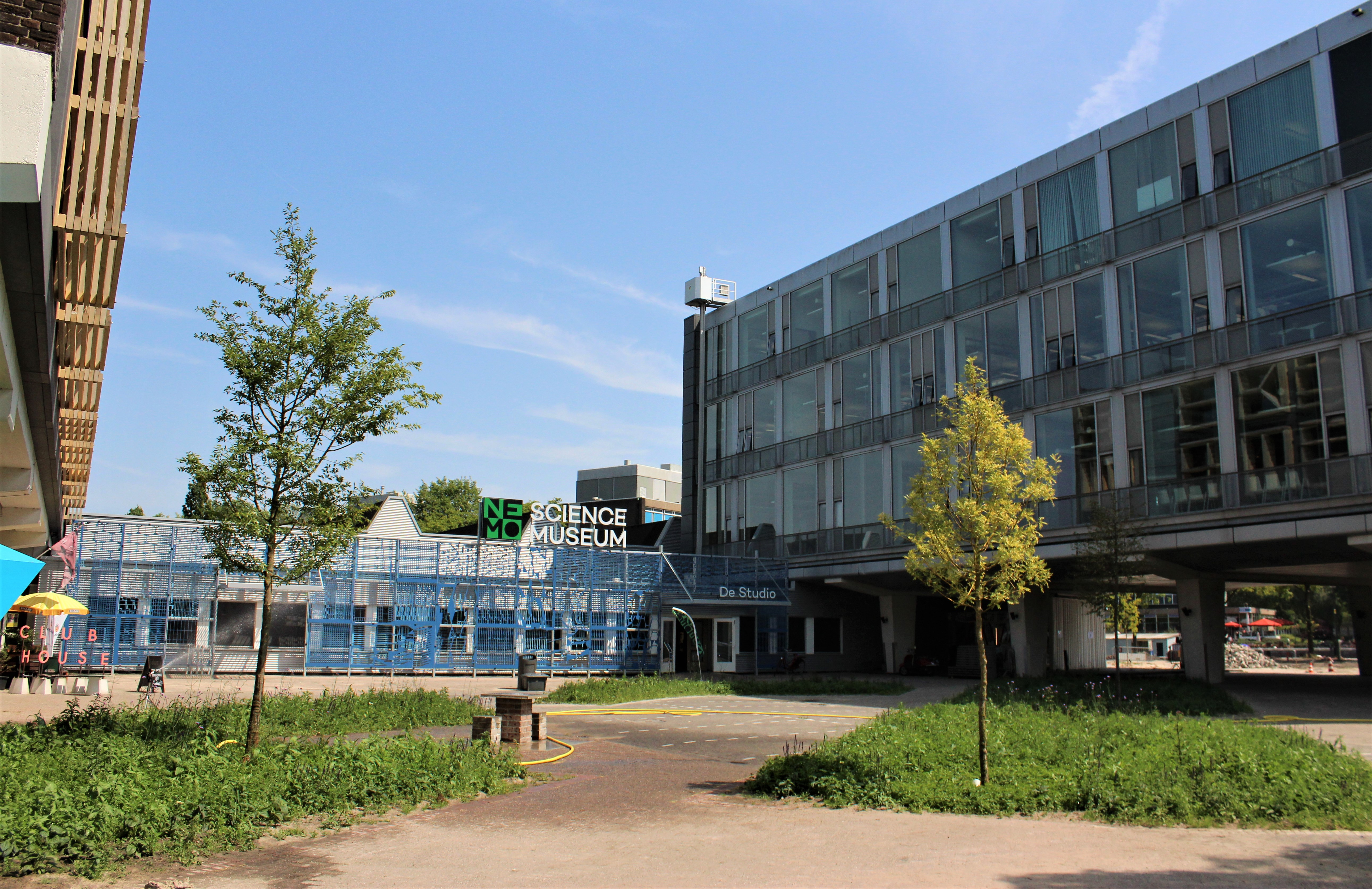